# Ovcharka
Ovcharka (овчарка) es un término de origen ruso utilizado para describir a los perros de trabajo especializados en el pastoreo de ovejas. Su origen se encuentra en la palabra ovtsá (oвца, oveja en ruso) y ovchar (pastor o granjero de ovejas).
Aunque el término no especifica si es un perro de pastoreo o guardia de rebaño, este término se utiliza para el guardián de rebaños y razas caninas de protección de origen ruso por la razón de que no existen razas de pastoreo originarias de Rusia. Al mismo tiempo, se utiliza como parte del nombre de una raza en ruso para perros de pastoreo importados.
Cuando los cinologistas rusos nombran razas de perro, suelen utilizar una combinación del país de origen con el término Ovcharka, dando a entender que ese perro pastor proviene de una región específica. Por ejemplo, un pastor de origen alemán se llamará Nemétskaya Ovcharka, traducido como pastor de Alemania.  
Con el paso de los años, el término Ovcharka se ha vuelto común fuera de Rusia y otros países donde se habla ruso gracias a tres razas guardianas de origen ruso: el Pastor caucásico, Pastor de Asia Central y el Pastor del sur de Rusia.
La razón de la continuidad del término en lugar de "perro de pastoreo" o "pastor" es la necesidad de diferenciar entre perros guardianes de ganado (especialmente de origen ruso) y perro de pastoreo. Estas tres razas tienen diferente mentalidad y mucho más instinto protector que un Pastor alemán y otros perros pastores y el uso de un nombre de raza diferente evita un término común y potencialmente engañoso y ayuda a distinguirlos.

## Glosario
- Австралийская овчарка  Pastor australiano
- Английская овчарка     Pastor inglés
- Кавказская овчарка     Pastor caucásico
- Немецкая овчарка        Pastor alemán
- Среднеазиaтская овчарка Pastor de Asia Central
- Староанглийская овчарка  Bobtail
- Шотландская овчарка      Perro pastor de las islas Shetland
- Южнорусская овчарка      Pastor del sur de Rusia